# Szim Lídia
Szim Lídia, szül. Szim Irina (Gyulafehérvár, 1911. december 31. – Gyulafehérvár, 2003. november 26.) a Szociális Testvérek Társasága Erdélyi (majd Romániai) Kerületének tagja, 12 éven át elöljárója.
Az elemi iskolát szülővárosában végezte, majd 1926–1930 között Nagyszebenben, a Mallersdorfi Ferences Nővérek által vezetett tanintézetben folytatta középfokú tanulmányait, és ott is érettségizett.
1933-ban jelentkezett a Szociális Testvérek Társaságába. 1934–1938 között a bukaresti szociális főiskolán tanult. 1940–44 között Kolozsvárott a Ferenc József Tudományegyetemen, majd a Bolyai Tudományegyetemen szerzett tanári diplomát, illetve közgazdaságtudományi doktorátust.
A negyvenes évek első felében mint az Erdélyi Katolikus Nőszövetség vezetőségi tagja és a Nap folyóirat szerkesztője jelentős szerepet töltött be az erdélyi katolikus női társadalom szervezésében. Előadó tanára, majd vezetője volt Kolozsvárott a Társaság által létrehozott, főiskolai szintű képzést nyújtó Társadalomtudományi Szakiskolának.
Az 1945-ös tanévtől 1947. december 31-ig tanársegédként működött a Bólyai Tudományegyetem közgazdasági karán, Venczel József professzor mellett. 1948 után segítette a román alapítású Medical Missio nevű szerzetesközösség újoncainak lelki képzését.
1954-ben letartóztatták. 11 hónapig tartó vizsgálati fogságot követően 1955-ben – koncepciós perben – 16 év szabadságvesztésre ítélték; az ítéletet az 1956-os újratárgyalás során 5 évre mérsékelték. 1957-ben szabadult. A hatvanas évek második feléig Balázsfalván pénztáros volt egy gyógyszertárban. 1977-ig Bukarestben, 1978-tól Gyulafehérváron élt, gyakran kitéve a Securitate zaklatásának. 1972-től a Társaság Romániai Kerületének a vezetője volt 1983-ig.
Az 1989-es romániai forradalom után az ő kezdeményezésére alakult meg 1990 márciusában Kolozsvárott a Szent Mihály Római Katolikus Nőszövetség, majd létrejött az Erdélyi Római Katolikus Nőszövetségek Egyesülete.